# Mare epicontinentală
O mare epicontinentală este acea zonă maritimă în care o parte a oceanului acoperă o parte dintr-o platformă continentală. Spre deosebire de Mările mediteraneene, mările epicontinentale sunt mai bine conectate la oceane. În contextul geologieei, mările epicontinentale sunt mările create de transgresii marine. Sunt mări puțin adânci unde acțiunea vântului provoacă apariția curenților.
Termenii mare adiacentă sau mare periferică sau mare marginală sunt de asemenea folosiți pentru a vorbi despre mări epicontinentale, dar nu sunt sinonimi. Mare adiacentă este utilizat în contextul dreptului maritim pentru a desemna partea adiacentă a unui continent sau a unui ocean, sau ca sinonim pentru mare teritorială. O mare periferică este o mare care se află la periferia unui océan și are o largă deschidere înspre acesta. O mare marginală este un bazin intra-arc format prin subducția unei litosfere oceanice sub o altă litosferă oceanică.
Deși Marea Caraibelor este mărginită de către majoritatea Antilelor și de către continentul american, ea nu este epicontinentală deoarece ea formează o mare mediteraneană, iar curenții ei sunt provocați în principal de diferențe de salinitate și temperatură și mai puțin de vânturi marine.